# Kertha Buana
Kertha Buana is een bestuurslaag in het regentschap Karangasem van de provincie Bali, Indonesië. Kertha Buana telt 2473 inwoners (volkstelling 2010).